# Corso Castelvecchio
Corso Castelvecchio è un'importante strada di Verona situata nella città antica, corrispondente al tratto extra moenia della via Postumia della Verona romana.

## Storia
Il tratto di strada rettilineo che prosegue lo stradone Porta Palio verso la romana porta Borsari, ricalcando fedelmente il tracciato suburbano della via Postumia, era indicato col come di via Castelvecchio, anche se nell'uso popolare prevaleva la dicitura di "corso", così come gli altri tratti del rettifilo che collega Porta Palio alla chiesa di Santa Anastasia: corso Porta Palio (anche se in questo caso il nome corretto è "stradone"), corso Porta Borsari e corso Santa Anastasia. Il 21 gennaio 1867 il Consiglio comunale decise di rinominare un lungo tratto della strada intitolandola a Camillo Benso, conte di Cavour, relegando la dizione di corso Castelvecchio ad un breve tratto di fronte all'omonimo castello.
Corso Castelvecchio divenne quindi il tratto da corso Porta Palio fino all'incrocio con via Roma, mentre la rimanente parte fino a porta Borsari prese il nome di corso Cavour, intitolazione che venne ribadita nel 1908 mediante collocazione di un monumento commemorativo dello statista piemontese a lato di Castelvecchio, dove venne poi sostituito nel 1932 dal restaurato arco dei Gavi.

## Descrizione
La strada è dominata sul lato settentrionale da Castelvecchio, uno dei più importanti monumenti di Verona, la cui vicenda costruttiva risulta molto complessa e prolungata nel corso dei secoli. Questa complessità di trasformazioni subite deriva in particolare dalla sua collocazione nell'organismo urbano, proprio a ridosso della via Postumia, principale strada di accesso alla città fin dall'epoca romana, e dallo stretto legame con la cortina muraria comunale, che qui terminava il suo percorso a nord.
L'edificio è particolarmente complesso dal punto di vista planimetrico, proprio a causa delle diverse fasi evolutive, trasformazioni e restauri che ha subito, distinguendosi grossomodo in tre parti: la "corte della Reggia" a meridione, la "corte del Mastio" al centro e la "corte d'Armi" a settentrione, da dove si può accedere al civico museo di Castelvecchio, completamente rinnovato su progetto del noto architetto veneto Carlo Scarpa, che collaborò con il direttore dei musei veronesi Licisco Magagnato.